# Ernest Poku
Ernest Poku (Ámsterdam, 28 de enero de 2004) es un futbolista neerlandés que juega de delantero en el Bayer 04 Leverkusen de la 1. Bundesliga.

## Trayectoria
Tras incorporarse al club procedente del F. C. Amsterdam en verano de 2019, firmó su primer contrato profesional con el AZ Alkmaar en febrero de 2020, con vigencia hasta mediados de 2023. El 30 de abril de 2021 debutó con el Jong AZ como suplente en la victoria por 1-0 ante el Roda JC Kerkrade. Se entrenó con el primer equipo del club durante la pretemporada para la temporada 2021-22, y debutó con el AZ como suplente en la derrota por 1-0 ante el RKC Waalwijk en el partido inaugural de la temporada, el 14 de agosto de 2021.

## Selección nacional
Nacido en los Países Bajos, es de ascendencia ghanesa. Disputó 2 partidos con la selección neerlandesa sub-16 en 2020. En 2022 fue convocado por la selección sub-19 de los Países Bajos. Marcó su primer gol con la selección neerlandesa sub-19 contra Ucrania sub-19 en junio de 2022.

## Estadísticas

### Clubes
Actualizado al último partido disputado el 2 de noviembre de 2024.
| Club                      | Div.          | Temporada     | Liga  | Liga  | Liga   | Copas nacionales | Copas nacionales | Copas nacionales | Copas internacionales | Copas internacionales | Copas internacionales | Total | Total | Total  |
| Club                      | Div.          | Temporada     | Part. | Goles | Asist. | Part.            | Goles            | Asist.           | Part.                 | Goles                 | Asist.                | Part. | Goles | Asist. |
| ------------------------- | ------------- | ------------- | ----- | ----- | ------ | ---------------- | ---------------- | ---------------- | --------------------- | --------------------- | --------------------- | ----- | ----- | ------ |
| Jong AZ · Países Bajos    | 2.ª           | 2020-21       | 3     | 0     | 2      | —                | —                | —                | —                     | —                     | —                     | 3     | 0     | 2      |
| Jong AZ · Países Bajos    | 2.ª           | 2021-22       | 22    | 2     | 1      | —                | —                | —                | —                     | —                     | —                     | 22    | 2     | 1      |
| Jong AZ · Países Bajos    | 2.ª           | 2022-23       | 15    | 2     | 0      | —                | —                | —                | —                     | —                     | —                     | 15    | 2     | 0      |
| Jong AZ · Países Bajos    | 2.ª           | 2023-24       | 17    | 12    | 2      | —                | —                | —                | —                     | —                     | —                     | 17    | 12    | 2      |
| Jong AZ · Países Bajos    | 2.ª           | 2024-25       | 2     | 0     | 0      | —                | —                | —                | —                     | —                     | —                     | 2     | 0     | 0      |
| Jong AZ · Países Bajos    | Total club    | Total club    | 59    | 16    | 5      | 0                | 0                | 0                | 0                     | 0                     | 0                     | 59    | 16    | 5      |
| AZ Alkmaar · Países Bajos | 1.ª           | 2021-22       | 4     | 0     | 1      | 0                | 0                | 0                | 2                     | 0                     | 0                     | 6     | 0     | 1      |
| AZ Alkmaar · Países Bajos | 1.ª           | 2023-24       | 21    | 1     | 3      | 2                | 1                | 0                | 6                     | 0                     | 0                     | 29    | 2     | 3      |
| AZ Alkmaar · Países Bajos | 1.ª           | 2024-25       | 4     | 0     | 1      | 0                | 0                | 0                | 2                     | 0                     | 0                     | 6     | 0     | 1      |
| AZ Alkmaar · Países Bajos | Total club    | Total club    | 29    | 1     | 5      | 2                | 1                | 0                | 10                    | 0                     | 0                     | 41    | 2     | 5      |
| Total carrera             | Total carrera | Total carrera | 88    | 17    | 10     | 2                | 1                | 0                | 10                    | 0                     | 0                     | 100   | 18    | 10     |